# Kościół w Mescherinie
Kościół w Mescherinie (niem. Dorfkirche Mescherin) – luterańska świątynia znajdująca się w niemieckiej gminie Mescherin. Filia parafii Gartz (Oder).

## Historia
Kościół wzniesiono w XIII wieku z kamienia polnego, podczas rozbudowy około 1500 roku wzniesiono kamienną wieżę oraz otynkowano elewacje. W 1734 wzniesiono obecną wieżę, okrytą barokowym hełmem. W latach 1888–1889 świątynię wydłużono na wschód. Budynek został poważnie uszkodzony podczas działań wojennych w 1945 roku, zniszczeniu uległa wschodnia ściana oraz w dużym stopniu wieża. Kościół wyremontowano w latach 1946–1947. W 1991 zamknięto go powodu złego stanu technicznego. W latach 1992-1994 odremontowano dach i wieżę, a w 1997, w siedemsetną rocznicę powstania wsi, otwarto odrestaurowane wnętrze.

## Wyposażenie
Wnętrze zdobią liczne tablice pamiątkowe oraz piaskowcowa chrzcielnica z 1866 roku. Brązowy dzwon zawieszony na wieży odlano w Szczecinie w roku 1692.
Przed II wojną światową w kościele znajdowały się organy z warsztatu Barnima Grüneberga z roku 1895. Obecne organy pochodzą z lat 1960–1961, wykonało je przedsiębiorstwo Alexander Schuke Potsdam Orgelbau. Pierwotnie znajdowały się w kościele w Ahrenshoop, w 2013 roku przeniesiono je w obecne miejsce.